# David Cotterill
David Rhys George Best Cotterill (Cardiff, 4 dicembre 1987) è un ex calciatore gallese, di ruolo centrocampista.

## Carriera

### Club
Di proprietà dello Swansea City, il 18 febbraio 2011 si trasferisce in prestito per un mese al Portsmouth. Il 18 marzo, ad un mese dalla data della cessione in prestito, la sua permanenza ai Pompeys viene prolungata fino al termine della stagione.

### Nazionale
Nel 2005 debutta con la nazionale gallese.
Viene convocato per gli Europei 2016 in Francia.

## Statistiche

### Presenze e reti nei club
Statistiche aggiornate al 28 gennaio 2018.
| Stagione               | Squadra                | Campionato             | Campionato | Campionato | Coppe nazionali | Coppe nazionali | Coppe nazionali | Coppe continentali | Coppe continentali | Coppe continentali | Altre coppe | Altre coppe | Altre coppe | Totale | Totale |
| Stagione               | Squadra                | Comp                   | Pres       | Reti       | Comp            | Pres            | Reti            | Comp               | Pres               | Reti               | Comp        | Pres        | Reti        | Pres   | Reti   |
| ---------------------- | ---------------------- | ---------------------- | ---------- | ---------- | --------------- | --------------- | --------------- | ------------------ | ------------------ | ------------------ | ----------- | ----------- | ----------- | ------ | ------ |
| 2004-2005              | Bristol City           | FL1                    | 12         | 0          | FACup+CdL       | 0               | 0               | -                  | -                  | -                  | FLT         | 1           | 0           | 13     | 0      |
| 2005-2006              | Bristol City           | FL1                    | 45         | 7          | FACup+CdL       | 1+0             | 0               | -                  | -                  | -                  | FLT         | 1           | 0           | 47     | 7      |
| ago. 2006              | Bristol City           | FL1                    | 5          | 1          | FACup+CdL       | 0+1             | 1               | -                  | -                  | -                  | FLT         | 0           | 0           | 6      | 2      |
| ago. 2006-2007         | Wigan                  | PL                     | 16         | 1          | FACup+CdL       | 1+0             | 0               | -                  | -                  | -                  | -           | -           | -           | 17     | 1      |
| 2007-gen. 2008         | Wigan                  | PL                     | 2          | 0          | FACup+CdL       | 1+1             | 1+0             | -                  | -                  | -                  | -           | -           | -           | 4      | 1      |
| Totale Wigan           | Totale Wigan           | Totale Wigan           | 18         | 1          |                 | 3               | 1               |                    | -                  | -                  |             | -           | -           | 21     | 2      |
| gen.-giu. 2008         | Sheffield Utd          | FLC                    | 16         | 0          | FACup+CdL       | -               | -               | -                  | -                  | -                  | -           | -           | -           | 16     | 0      |
| 2008-2009              | Sheffield Utd          | FLC                    | 24+2       | 4          | FACup+CdL       | 3+3             | 0               | -                  | -                  | -                  | -           | -           | -           | 32     | 4      |
| nov. 2009              | Sheffield Utd          | FLC                    | 14         | 2          | FACup+CdL       | 0               | 0               | -                  | -                  | -                  | -           | -           | -           | 14     | 2      |
| Totale Sheffield Utd   | Totale Sheffield Utd   | Totale Sheffield Utd   | 54+2       | 6          |                 | 6               | 0               |                    | -                  | -                  |             | -           | -           | 62     | 6      |
| nov. 2009-2010         | Swansea City           | FLC                    | 21         | 3          | FACup+CdL       | 1+0             | 1               | -                  | -                  | -                  | -           | -           | -           | 22     | 4      |
| 2010-gen. 2011         | Swansea City           | FLC                    | 14         | 1          | FACup+CdL       | 0+2             | 0               | -                  | -                  | -                  | -           | -           | -           | 16     | 1      |
| gen.-giu. 2011         | Portsmouth             | FLC                    | 15         | 1          | FACup+CdL       | -               | -               | -                  | -                  | -                  | -           | -           | -           | 15     | 1      |
| 2011-gen. 2012         | Swansea City           | PL                     | 0          | 0          | FACup+CdL       | 0               | 0               | -                  | -                  | -                  | -           | -           | -           | 0      | 0      |
| Totale Swansea City    | Totale Swansea City    | Totale Swansea City    | 35         | 4          |                 | 3               | 1               |                    | -                  | -                  |             | -           | -           | 38     | 5      |
| feb.-giu. 2012         | Barnsley               | FLC                    | 11         | 1          | FACup+CdL       | -               | -               | -                  | -                  | -                  | -           | -           | -           | 11     | 1      |
| 2012-2013              | Doncaster              | FL1                    | 44         | 10         | FACup+CdL       | 0+3             | 0               | -                  | -                  | -                  | FLT         | 2           | 0           | 49     | 10     |
| 2013-2014              | Doncaster              | FLC                    | 40         | 4          | FACup+CdL       | 1+2             | 0               | -                  | -                  | -                  | -           | -           | -           | 43     | 4      |
| Totale Doncaster       | Totale Doncaster       | Totale Doncaster       | 84         | 14         |                 | 6               | 0               |                    | -                  | -                  |             | 2           | 0           | 92     | 14     |
| 2014-2015              | Birmingham City        | FLC                    | 42         | 9          | FACup+CdL       | 1+2             | 0               | -                  | -                  | -                  | -           | -           | -           | 45     | 9      |
| 2015-2016              | Birmingham City        | FLC                    | 29         | 4          | FACup+CdL       | 1+0             | 0               | -                  | -                  | -                  | -           | -           | -           | 30     | 4      |
| 2016-gen. 2017         | Birmingham City        | FLC                    | 25         | 1          | FACup+CdL       | 1+0             | 1               | -                  | -                  | -                  | -           | -           | -           | 26     | 2      |
| gen.-giu. 2017         | Bristol City           | FLC                    | 13         | 2          | FACup+CdL       | -               | -               | -                  | -                  | -                  | -           | -           | -           | 13     | 2      |
| Totale Bristol City    | Totale Bristol City    | Totale Bristol City    | 75         | 10         |                 | 2               | 1               |                    | -                  | -                  |             | 2           | 0           | 79     | 11     |
| 2017-gen. 2018         | Birmingham City        | FLC                    | 7          | 0          | FACup+CdL       | 0+1             | 0               | -                  | -                  | -                  | -           | -           | -           | 8      | 0      |
| Totale Birmingham City | Totale Birmingham City | Totale Birmingham City | 103        | 14         |                 | 6               | 1               |                    | -                  | -                  |             | -           | -           | 109    | 15     |
| 2018                   | ATK                    | ISL                    | 3          | 0          | -               | -               | -               | -                  | -                  | -                  | -           | -           | -           | 3      | 0      |
| Totale carriera        | Totale carriera        | Totale carriera        | 400        | 51         |                 | 26              | 4               |                    | -                  | -                  |             | 4           | 0           | 430    | 55     |

### Cronologia presenze e reti in nazionale
| Cronologia completa delle presenze e delle reti in nazionale ― Galles | Cronologia completa delle presenze e delle reti in nazionale ― Galles | Cronologia completa delle presenze e delle reti in nazionale ― Galles | Cronologia completa delle presenze e delle reti in nazionale ― Galles | Cronologia completa delle presenze e delle reti in nazionale ― Galles | Cronologia completa delle presenze e delle reti in nazionale ― Galles | Cronologia completa delle presenze e delle reti in nazionale ― Galles | Cronologia completa delle presenze e delle reti in nazionale ― Galles |
| Data                                                                  | Città                                                                 | In casa                                                               | Risultato                                                             | Ospiti                                                                | Competizione                                                          | Reti                                                                  | Note                                                                  |
| --------------------------------------------------------------------- | --------------------------------------------------------------------- | --------------------------------------------------------------------- | --------------------------------------------------------------------- | --------------------------------------------------------------------- | --------------------------------------------------------------------- | --------------------------------------------------------------------- | --------------------------------------------------------------------- |
| 12-10-2005                                                            | Cardiff                                                               | Galles                                                                | 2 – 0                                                                 | Azerbaigian                                                           | Qual. Mondiali 2006                                                   | -                                                                     | 74’                                                                   |
| 16-11-2005                                                            | Limassol                                                              | Cipro                                                                 | 1 – 0                                                                 | Galles                                                                | Amichevole                                                            | -                                                                     | 67’                                                                   |
| 1-3-2006                                                              | Cardiff                                                               | Galles                                                                | 0 – 0                                                                 | Paraguay                                                              | Amichevole                                                            | -                                                                     | 86’                                                                   |
| 27-5-2006                                                             | Graz                                                                  | Galles                                                                | 2 – 1                                                                 | Trinidad e Tobago                                                     | Amichevole                                                            | -                                                                     | 46’                                                                   |
| 2-9-2006                                                              | Teplice                                                               | Rep. Ceca                                                             | 2 – 1                                                                 | Galles                                                                | Qual. Euro 2008                                                       | -                                                                     | 78’                                                                   |
| 5-9-2006                                                              | Londra                                                                | Galles                                                                | 0 – 2                                                                 | Brasile                                                               | Amichevole                                                            | -                                                                     | 77’                                                                   |
| 7-10-2006                                                             | Cardiff                                                               | Galles                                                                | 1 – 5                                                                 | Slovacchia                                                            | Qual. Euro 2008                                                       | -                                                                     | 88’                                                                   |
| 6-2-2007                                                              | Belfast                                                               | Irlanda del Nord                                                      | 0 – 0                                                                 | Galles                                                                | Amichevole                                                            | -                                                                     | 46’ 70’                                                               |
| 28-3-2007                                                             | Cardiff                                                               | Galles                                                                | 3 – 0                                                                 | San Marino                                                            | Qual. Euro 2008                                                       | -                                                                     | 46’                                                                   |
| 17-11-2007                                                            | Cardiff                                                               | Galles                                                                | 2 – 2                                                                 | Irlanda                                                               | Qual. Euro 2008                                                       | -                                                                     | 81’                                                                   |
| 6-2-2008                                                              | Wrexham                                                               | Galles                                                                | 3 – 0                                                                 | Norvegia                                                              | Amichevole                                                            | -                                                                     | 59’                                                                   |
| 26-3-2008                                                             | Lussemburgo                                                           | Lussemburgo                                                           | 0 – 2                                                                 | Galles                                                                | Amichevole                                                            | -                                                                     | 75’                                                                   |
| 11-2-2009                                                             | Faro                                                                  | Galles                                                                | 0 – 1                                                                 | Polonia                                                               | Amichevole                                                            | -                                                                     | 46’ 89’                                                               |
| 1-4-2009                                                              | Cardiff                                                               | Galles                                                                | 0 – 2                                                                 | Germania                                                              | Qual. Mondiali 2010                                                   | -                                                                     | 54’                                                                   |
| 12-8-2009                                                             | Podgorica                                                             | Montenegro                                                            | 2 – 1                                                                 | Galles                                                                | Amichevole                                                            | -                                                                     | 69’                                                                   |
| 14-11-2009                                                            | Cardiff                                                               | Galles                                                                | 3 – 0                                                                 | Scozia                                                                | Amichevole                                                            | -                                                                     | 87’                                                                   |
| 3-3-2010                                                              | Swansea                                                               | Galles                                                                | 0 – 1                                                                 | Svezia                                                                | Amichevole                                                            | -                                                                     | 63’                                                                   |
| 11-8-2010                                                             | Llanelli                                                              | Galles                                                                | 5 – 1                                                                 | Lussemburgo                                                           | Amichevole                                                            | 1                                                                     | 75’ 82’                                                               |
| 25-5-2011                                                             | Dublino                                                               | Scozia                                                                | 3 – 1                                                                 | Galles                                                                | Amichevole                                                            | -                                                                     | 60’                                                                   |
| 27-5-2011                                                             | Dublino                                                               | Galles                                                                | 2 – 0                                                                 | Irlanda del Nord                                                      | Amichevole                                                            | -                                                                     |                                                                       |
| 16-11-2013                                                            | Cardiff                                                               | Galles                                                                | 1 – 1                                                                 | Finlandia                                                             | Amichevole                                                            | -                                                                     | 84’                                                                   |
| 13-10-2014                                                            | Cardiff                                                               | Galles                                                                | 2 – 1                                                                 | Cipro                                                                 | Qual. Euro 2016                                                       | 1                                                                     | 6’ 34’                                                                |
| 16-11-2014                                                            | Bruxelles                                                             | Belgio                                                                | 0 – 0                                                                 | Galles                                                                | Qual. Euro 2016                                                       | -                                                                     | 46’                                                                   |
| 24-3-2016                                                             | Cardiff                                                               | Galles                                                                | 1 – 1                                                                 | Irlanda del Nord                                                      | Amichevole                                                            | -                                                                     |                                                                       |
| 9-10-2016                                                             | Cardiff                                                               | Galles                                                                | 1 – 1                                                                 | Georgia                                                               | Qual. Mondiali 2018                                                   | -                                                                     | 70’                                                                   |
| Totale                                                                |                                                                       | Presenze                                                              | 25                                                                    |                                                                       | Reti                                                                  | 2                                                                     |                                                                       |

## Palmarès

### Club

#### Competizioni nazionali
- Football League One: 1

Doncaster: 2012-2013